# Café Prinzess

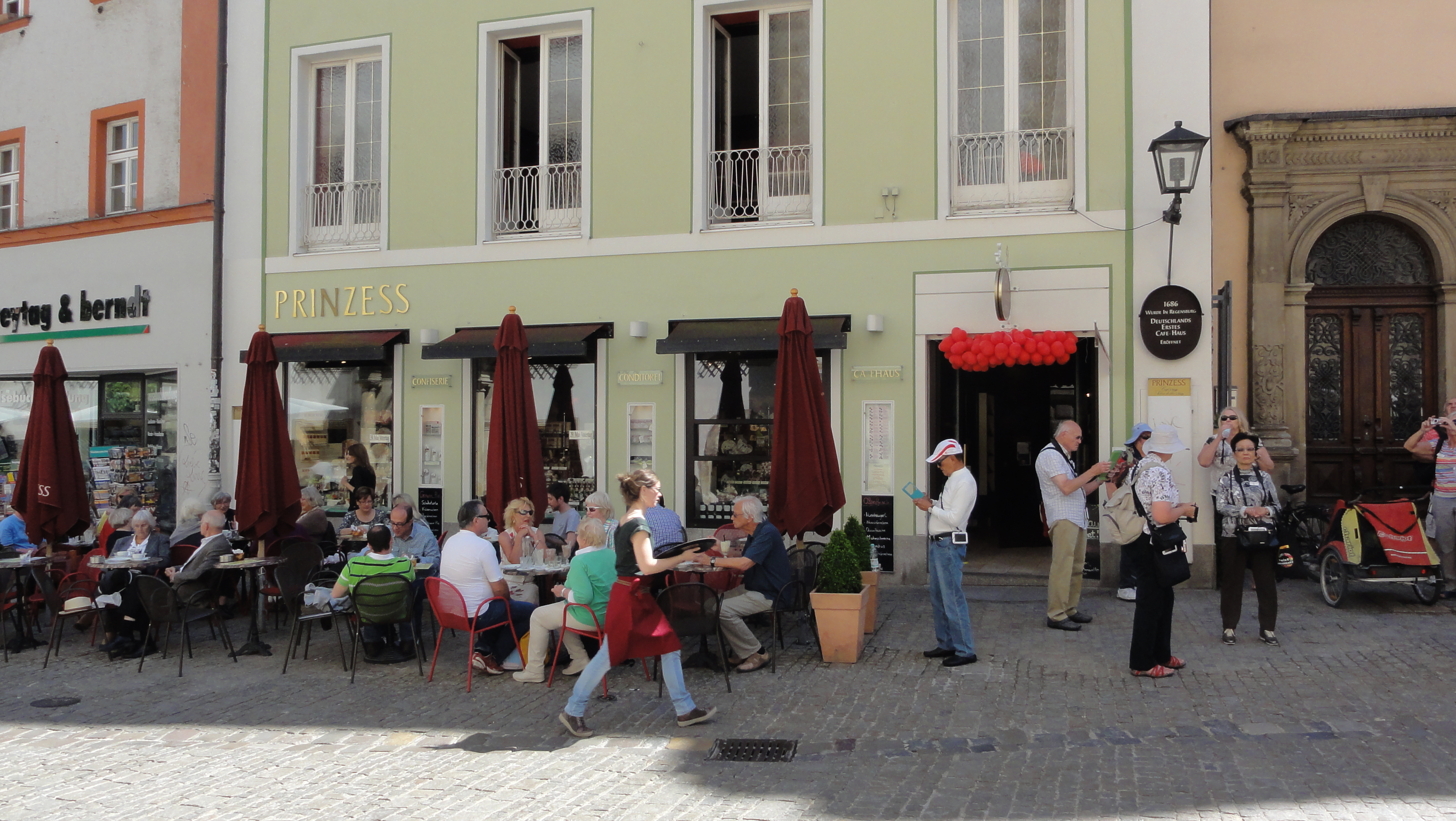
Café Prinzess (2014)

Das Café Prinzess wurde 1686 in Regensburg als eines der ersten Kaffeehäuser in Süddeutschland eröffnet.

## Lage
Das Café Prinzess liegt am Rathausplatz, direkt gegenüber dem Alten Rathaus, wo von 1663 bis 1803 der Immerwährende Reichstag tagte. Hier gingen täglich Fürsten, Bischöfe und ihre Gesandtschaften aus dem gesamten Heiligen Römischen Reich Deutscher Nation ein und aus. Das Café hatte dadurch eine exponierte Lage.

## Geschichte
Der Kaffee kam Anfang des 17. Jahrhunderts über venezianische Händler nach Europa, von dort vor allem nach Italien. Am Hofe Ludwigs XIV. wurde der Kaffee durch einen Gesandten Mohammeds IV. bekannt. Von Frankreich gelangte er durch Kaufleute schließlich auch nach Deutschland. Erste Kaffeestuben entstanden 1673 in Bremen und 1677 in Hamburg, 1686 auch in Nürnberg und Regensburg, wo das Café Prinzess nur ein Jahr nach dem ersten Kaffeehaus in Wien eröffnet wurde. Bald folgten auch Kaffeehäuser in anderen Städten, so zum Beispiel 1694 in Leipzig, 1697 in Würzburg, 1712 in Stuttgart und 1721 in Berlin.

## Das Café heute
Das Café befindet sich seit 1686 am selben Ort, jedoch wurde das Gebäude 1953 und 1985 renoviert. Im Erdgeschoss befindet sich nun eine Confiserie mit hauseigenen Pralinés, Kuchen, Torten und Gebäck. Im 1. Obergeschoss befindet sich das in zwei Bereiche aufgeteilte Café. Ein Bereich beinhaltet einen Kachelofen und eine Bar, der andere, im Jugendstil eingerichtete Bereich 
einen klassischen Ofen, Marmortische und Thonetstühle. Im 2. Obergeschoss des Hauses befindet sich der mit ausladenden Chippendale-Sesseln bestuhlte Salon de thé oder auch Teeraum genannt.